# 摩托罗拉
摩托羅拉公司（英語：Motorola, Inc.）是一間總部位於美國紹姆堡的電信設備製造商。2011年，摩托羅拉拆分為兩家獨立的公司——摩托羅拉移動及摩托羅拉系統。
摩托羅拉的業務包括設計和銷售無線網絡設備，如蜂窩傳輸基站和信號放大器。摩托羅拉的家庭和廣播網絡產品包括機頂盒、數位影像錄影機以及網絡設備，其用途在於影像廣播、電腦、電話和高畫質電視。它的企業和政府客戶主要包括無線語音和寬帶系統，用於構建專用網絡，以及公共安全通信系統，如 Astro 和 Dimetra。
此外，摩托羅拉個人通訊部門生產多款手機（DynaTAC、MicroTAC、StarTAC 等），但進入智能手機時代後，市場佔有率遲遲無法提升，目前已出售智慧型手機業務給予中國的聯想集團。

## 名称
摩托罗拉公司早期主要生产经营品牌名为Victrola的收音机，产品颇受消费者的追捧，而后当其创始人开始生产汽车唱机时，特将表示「汽车」的英文单词motor与原来品牌名的词尾rola拼接在一起，于是才有了现在脍炙人口的Motorola。

## 事件
1928年，保羅·高爾文創立高爾文製造公司（英語：Galvin Manufacturing Corporation）。
1930年，加尔文公司迎来了首次重大突破，推出了首个可以消除引擎盖静电干扰的车载收音机。
1940年，加尔文制造公司工程师研发推出手提式调幅(AM)无线对讲机“SCR536”，这款军用对讲机在二战时成为前沿阵地的标志。
1943年，加尔文制造公司上市，发行价为8.5美元。
1946年10月2日，贝尔电话公司启动车载无线电话服务，并利用摩托罗拉的通信设备拨打出了第一个电话。
1947年，加尔文制造公司更名为摩托罗拉公司。
1955年6月，摩托罗拉推出了新的品牌标志，是一个字母M组成的标识。该公司高层称，标志中两个三角形高耸的顶端代表了企业领先进取的形象。
1959年，摩托罗拉创始人保罗·加尔文之子罗伯特·加尔文(Robert W. Galvin)担任公司总裁。
1963年，摩托罗拉与National Video Corporation合资推出了全球首台真正意义的长方形彩色显像管。

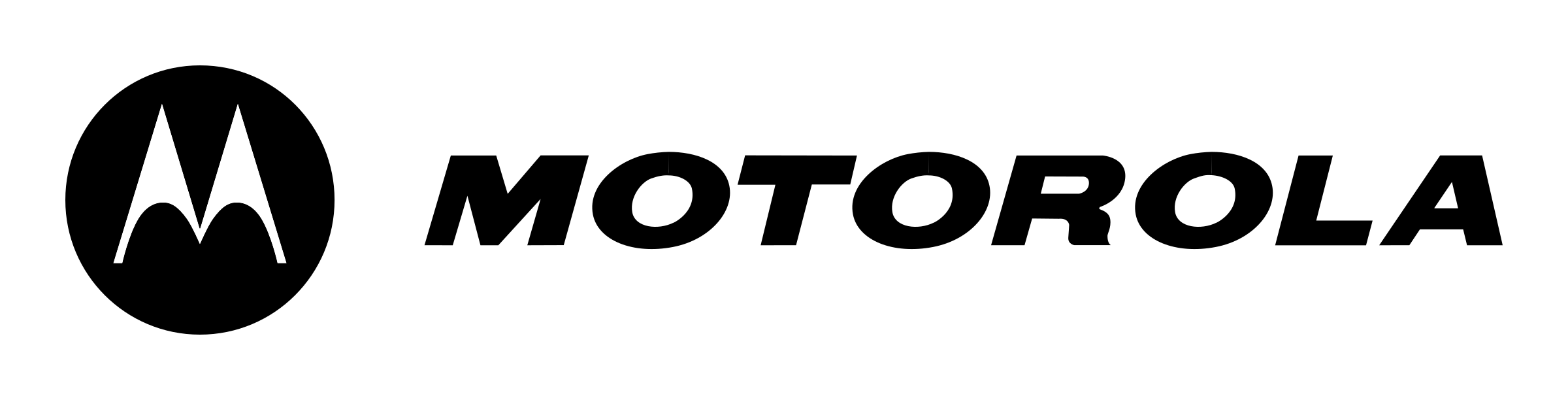
1955年开始使用的标志

1969年7月，阿波罗11号飞船安装了摩托罗拉的无线应答器，用于传递地球与月球间的语音通讯和电视。

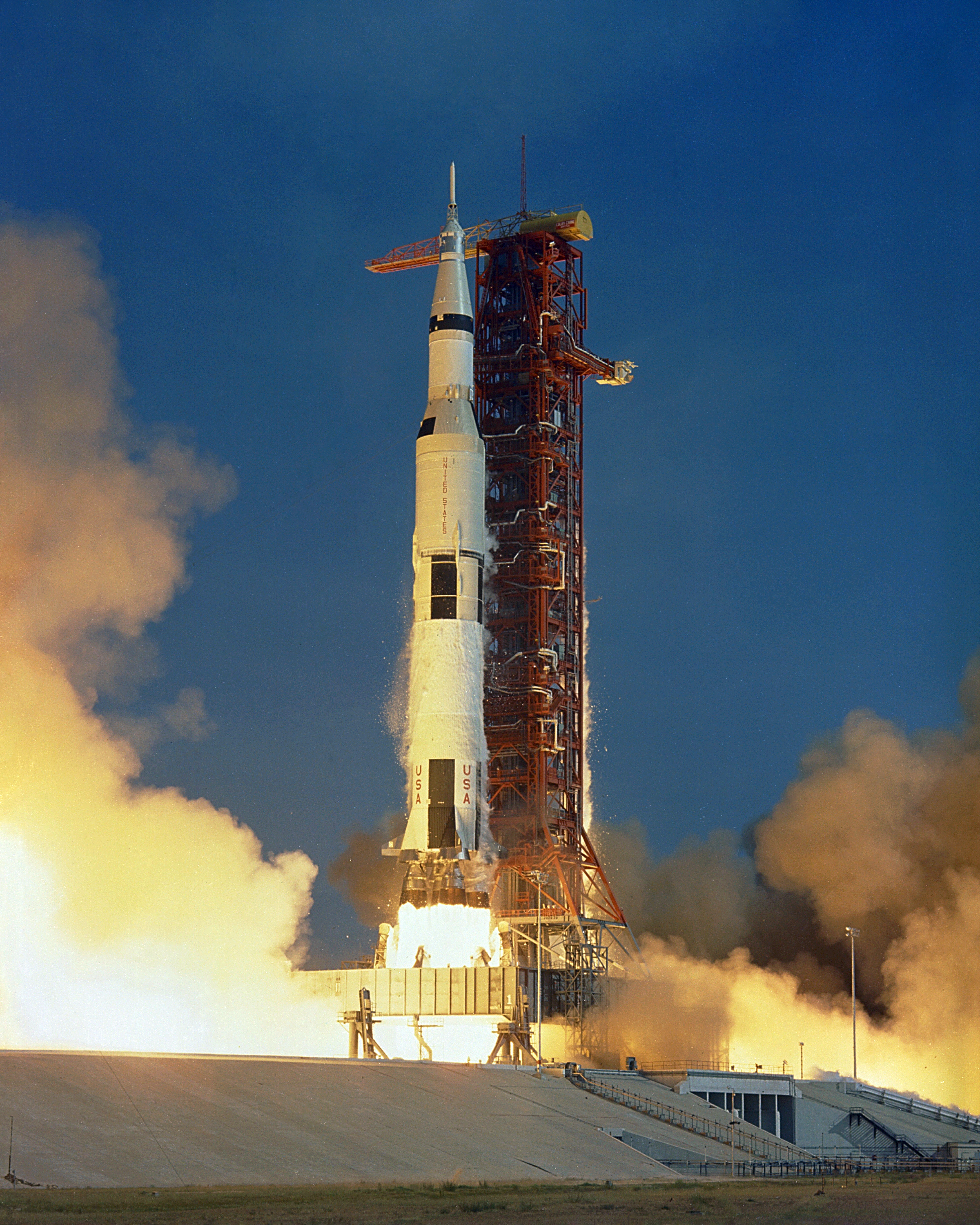
美国阿波罗11号安装了摩托罗拉的无线应答器

1973年，摩托罗拉展示了DynaTAC移动电话系统的设计原型信号。
1974年，摩托羅拉出售其電視業務予松下電器。
1987年，摩托罗拉进入中国，并首先在北京市设立办事处。
1992年，摩托罗拉在天津开发区投资1.2亿美元建设生产基地，成为中国改革开放以来首个外资独资和外资投资额最大的项目，在当时经济仍不开放的社会上引起轰动。
1996年，摩托罗拉推出了翻盖手机“StarTAC”，重量为88克。
1999年，摩托羅拉分離半導體元件集團（SCG），成立安森美半導體。
2004年，摩托罗拉推出了超薄翻盖手机“RAZR V3”。
2004年，摩托羅拉分離半導體業務，成立飛思卡爾半導體。
2006年6月，摩托羅拉收購TTP Communications開發的軟件平台（AJAR）。
2007年，摩托羅拉收購Symbol Technologies的產品和系統的企業移動解決方案，包括移動計算，高級數據採集和無線射頻識別（RFID）。
2008年1月1日，格莱格·布朗(Greg Brown)出任摩托罗拉CEO。
2010年，摩托羅拉出售蜂窩基礎設施業務予諾基亞西門子通信。
2011年1月，摩托羅拉拆分成兩家獨立的公司——摩托羅拉移動及摩托羅拉系統。前者是負責消費者產品線，包括手機業務和電纜調製解調器、機頂盒數字有線電視和衛星電視服務；後者則負責企業的產品線。同年8月，Google以125億美元收購摩托羅拉移動，目的是為了獲得摩托羅拉移動的專利，藉此保護專利訴訟。其後也出售了電纜調製解調器和機頂盒業務予Arris集團。
2014年1月，Google宣布以29.1億美元出售摩托羅拉移動予聯想集團，這並不包括Ara和部分專利。

## 财务
摩托罗拉的手机部门在2007年第四季度亏损12亿美元，而公司在该季度的收入为1亿美元。并且网站TrustedReviews称该公司的产品具有重复性且没有创新。摩托罗拉于2008年1月裁员3500人，随后又在6月裁员4,000人，并在几天后削减了20％的研究部门。 2008年7月，许多高管纷纷离开摩托罗拉，到苹果公司的研发iPhone去了。该公司的手机部门也被出售。美国技术研究公司的分析师Mark McKechnie也在当月表示，摩托罗拉“有幸出售手机业务可获得5亿美元”。分析师理查德温莎表示，摩托罗拉可能不得不付钱让手机业务脱离公司，而摩托罗拉甚至可能完全退出手机市场。其全球市场份额一直在下降;从2007年的18.4％的市场份额来看，公司在2009年第一季度的市场份额仅为6.0％，但最终摩托罗拉第二季度的利润为2600万美元，并且在多次亏损之后首次上涨了12％。在2010年第二季度，该公司报告的利润为1.62亿美元，与去年同期的2600万美元相比非常有利。其移动设备部门多年来首次报告收入为8700万美元。

## 拆分
2008年3月26日，摩托罗拉董事会批准将摩托罗拉分拆为两家不同的上市公司。这是在谈到将手机部门出售给另一家公司之后。这些新公司将组成摩托罗拉移动设备和摩托罗拉宽带与移动解决方案的业务部门。最初预计这一行动将得到监管机构的批准，并在2009年年中之前完成，但由于公司重组问题和2008 - 2009年经济急速下滑，这一拆分计划被推迟。
2010年2月11日，摩托罗拉于2011年1月份宣布将其分离为两家独立的上市公司，于2011年1月4日正式拆分。这两家新公司被称为摩托罗拉移动（现在归联想所有;手机和有线电视设备公司）和摩托罗拉系统公司（纽约证券交易所代码：MSI;政府和企业业务）。摩托罗拉系统通常被认为是摩托罗拉公司的直接继承者，因为重组是在摩托罗拉移动分拆的基础上进行的。摩托罗拉系统保留了摩托罗拉公司2011年以前的股票价格历史，尽管它将老牌股票代码“MOT”放弃，转而采用“MSI”。

## 摩托罗拉移动

### Google收购
2011年8月15日，在摩托罗拉移动被分拆成为一家独立公司之后的七个月，Google宣布将以125亿美元收购摩托罗拉移动，但需获得美国和欧洲监管机构的批准。

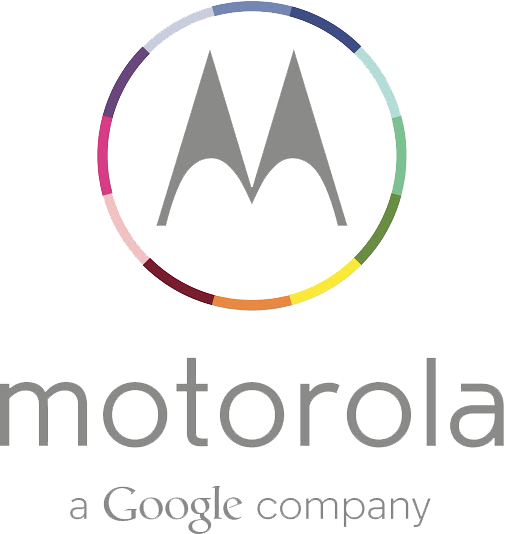
完成收购后摩托罗拉移动的LOGO

根据提交的文件，Google高级副总裁安迪·鲁宾在2011年7月初首次与摩托罗拉移动达成协议，讨论Google的一些竞争对手收购北电网络公司专利组合的情况，并评估其对Android生态系统的潜在影响。
尽管摩托罗拉并未征求竞争对手的出价，但Google在8月初的单日内将其对摩托罗拉移动的报价提高了33％。Google的大胆招标显示，搜索引擎公司面临巨大的压力，需要加强其专利组合，以保护其有前途的Android专营权免受越来越多的法律挑战。
根据该文件，Google和摩托罗拉于7月初开始就摩托罗拉的专利组合进行讨论，以及“知识产权诉讼以及此类诉讼对Android生态系统的潜在影响”。
虽然两家公司在Andy Rubin首次接触后就讨论了收购的可能性，但是在摩托罗拉推迟收购专利的想法之后，收购谈判才开始有起色。
这个转折点出现在7月6日的一次会议上。摩托罗拉首席执行官Sanjay Jha在会上与Google高级副总裁Nikesh Arora讨论了Android生态系统的保护问题。在那次谈话中，Jha告诉Arora：“如果摩托罗拉出售了大部分专利组合，摩托罗拉移动可能将继续作为独立实体存在”。
就这些讨论而言，两家公司签署了保密和保密协议，允许Google对公司的专利组合进行尽职调查。
7月21日和23日，Jha与Arora和Andy Rubin会面，讨论两家公司之间的战略选择，同意继续讨论潜在的销售。 8月15日上午，两家公司以40美元的价格签订了合并协议。 11月17日，摩托罗拉移动股东批准了与Google公司的合并计划2013年4月17日，ARRIS Group，Inc.（纳斯达克股票代码：ARRS）宣布，它已完成从Google公司的子公司收购摩托罗拉家庭业务。

### 联想收购
2014年1月29日，Google宣布联想计划收购摩托罗拉移动智能手机业务。收购价格约为29.1亿美元（可作调整），其中包括收入14.1亿美元，现金6.6亿美元，联想普通股7.5亿美元（以股票上限/收盘价为准）。其余的15亿美元将以三年期票据的形式支付。
Google保留了绝大多数摩托罗拉移动专利组合的所有权，其中包括积极的专利申请和发明披露。作为与Google持续关系的一部分，联想获得了这一丰富的专利和其他知识产权组合的许可。此外，联想收到了2000多项专利资产，以及摩托罗拉移动品牌和商标组合。 2014年10月30日，联想正式完全收购摩托罗拉移动。

## 摩托罗拉在中华人民共和国

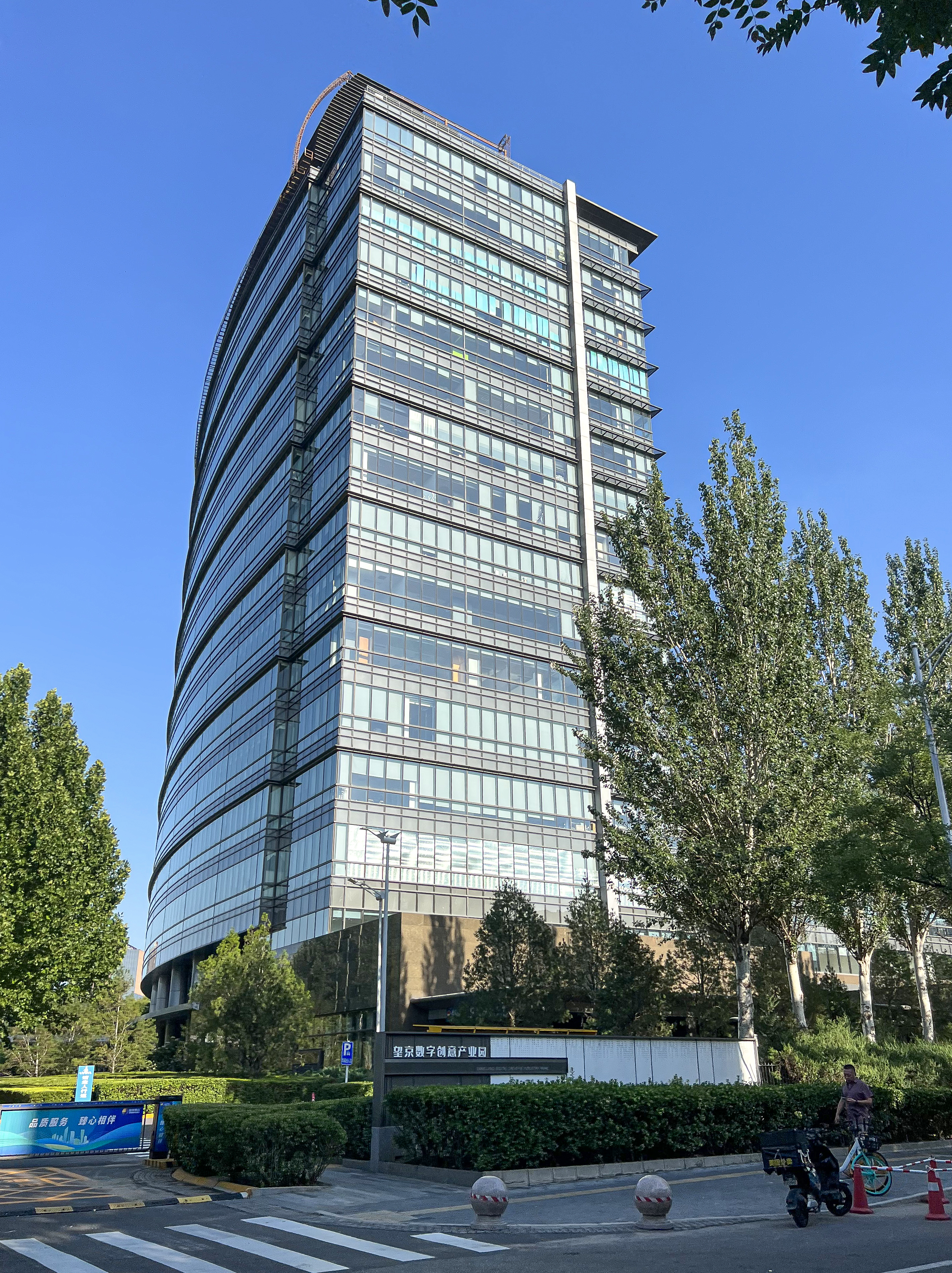
望京摩托罗拉大厦

摩托罗拉公司于1987年进入中华人民共和国，首先在北京市设立办事处， 于1992年在天津市注册成立摩托罗拉（中国）电子有限公司，直到2005年的主要产品有手机、对讲机、无线通信设备、汽车电子等，产品销售到中国和世界其他市场。直到2005年，在中国大陆有4家独资企业，1家控股公司，15 个研发中心，6家合资企业和 22家分公司，员工9,000多人。截止到2005年，摩托罗拉公司在中国投资总额约为35亿美元，是中国最大的外商投资企业之一。

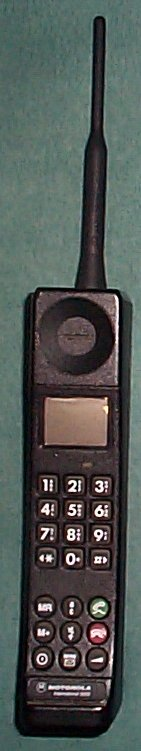
摩托罗拉3200

第一款进入中国市场的移动电话：摩托罗拉3200
1987年，摩托罗拉在北京设立办事处，正式宣布进入中国大陆。其推出的第一款机型便是后来俗称“大哥大”的移动电话摩托罗拉3200。售价2万元以上，入网使用还需花费上千元，在当时成为了个人身份的象征。
第一款支持中文输入手机：摩托罗拉CD928+
1999年，摩托罗拉推出了首部真正意义上的支持中文输入的手机。摩托罗拉CD928+不仅可以使用中文输入编辑短信，且电话薄也可以输入中文名字。
第一款智能手机：摩托罗拉A6188
1999年底，摩托罗拉推出了一款名为天拓A6188的手机。它采用了摩托罗拉公司自主研发的龙珠（Dragon ball EZ）16MHz CPU，支持WAP1.1无线上网，采用了PPSM（Personal Portable Systems Manager）操作系统。
第一位企业家广告代言人：王石
2001年，摩托罗拉在在中国推出第一款支持GPRS的手机A6288时，邀请万科集团董事长王石出任该款手机的代言人。

## 外部連結
- （英文）摩托羅拉移動全球 （页面存档备份，存于）
- （英文）摩托羅拉系統全球 （页面存档备份，存于）
- （英文）摩托羅拉移動美國 （页面存档备份，存于）
- （英文）摩托羅拉系統美國 （页面存档备份，存于）
- （英文）摩托羅拉系統亞洲 （页面存档备份，存于）
- （简体中文）摩托羅拉移動中國
- （简体中文）摩托羅拉系統中國 （页面存档备份，存于）
- （繁體中文）摩托羅拉移動香港 （页面存档备份，存于）
- （繁體中文）摩托羅拉移動台灣 （页面存档备份，存于）